# Leucania leucospila
Leucania leucospila là một loài bướm đêm trong họ Noctuidae.